# Staromiejski Dom Kultury
Staromiejski Dom Kultury w Warszawie mieści się w Kamienicy Bornbachowskiej przy Rynku Starego Miasta 2. Placówka została otwarta 22 lipca 1953 roku w ramach oficjalnego otwarcia I części tzw. Traktu Starej Warszawy przez Bolesława Bieruta. W latach 1962-1987 działał pod patronatem Związku Młodzieży Socjalistycznej oraz Związku Socjalistycznej Młodzież Polskiej. Obecnie to Samorządowa Instytucja Kultury Miasta Stołecznego Warszawy. 

## Klub i Galeria Krzywego Koła
Jedną ze znaczących inicjatyw na początku istnienia instytucji była działalność Klubu Krzywego Koła (1955-1962), która wywołała duży wpływ na kształtowanie się opozycji wobec władzy komunistycznej (członkami klubu byli: Jan Józef Lipski, Jan Olszewski, Jacek Kuroń, Adam Michnik, Aleksander Małachowski, Jan Strzelecki, Melchior Wańkowicz). 
Równolegle działała założona przez Mariana Bogusza galeria, istniejąca w latach 1956-1965 jako „Galeria Krzywego Koła”, w latach 1965-1987 jako „Galeria Sztuki Współczesnej”, a od 1987 do dziś jako „Galeria Promocyjna”. W latach 60. działał także Klub Filmowy „Kinematograf” (1969-1990). 

## Literatura i teatr
Od 1967 roku działali w SDK literaci: w latach 60. jako „Salon Literacki” (m.in. Krzysztof Gąsiorowski, Barbara Sadowska, Zbigniew Jerzyna, Jerzy Górzański), w latach 1975-1987 jako Warszawski Klub Młodych Pisarzy a do 1987 jako Klub Literacki. SDK w latach 1980-1988 był współorganizatorem Warszawskiej Jesieni Poezji, a od 1988 organizował „Staromiejskie Wieczory Literackie”. 
Od 1976 SDK prowadzi stałą działalność wydawniczą. Wydaje tomiki literackie (do tej pory ok. 85 tytułów m.in.: Piotra Bratkowskiego, Krzysztofa Borunia, Adama Czerniawskiego, Zdzisława Łączkowskiego, Kazimierza Ratonia, Jacka Podsiadły i Krzysztofa Vargi) oraz dwa pisma: miesięcznik Krzywe Koło Literatury od stycznia 1989 oraz kwartalnik EXIT - nowa sztuka w Polsce od stycznia 1990. W SDK działały liczne grupy teatralne m.in. Teatr Krzywego Koła Andrzeja Dobosza (1956-1957), „Teatr Faktu” Ryszarda Żuromskiego w latach 60., Kabaret „AKNIF” na przełomie lat 60. i 70., „Teatr Nurt” Czesława Wojtały (1975-1983), Teatr Pantomimy „Studio Kineo” Krzysztofa Hyżego (1975-1991). 

## Muzyka
W SDK siedzibę miały liczne zespoły muzyczne m.in. Orkiestra Barokowa Concerto Avenna (1984-1991), Kwartet Wilanowski (od 1990), Chór Madrygalistów „I Musici Cantanti” (od 1976), Staromiejska Orkiestra Kameralna (1980-1992), zespoły jazzowe „Duo Quartet” (lata 70.), Vistula River Brass Band (1978-1991), zespoły rockowe: „Kama X” (1985-1987) i Tubylcy Betonu (1985-1987), zespół reggae „Da Da” (1984-1987).
Od lat 60. działał „Klub Piosenki”, którego wychowankami są m.in. laureatki koncertów debiutantów w Opolu Justyna Holm, czy M. Olszewska. Na przełomie lat 70. i 80. działał tu „Fan Club The Beatles”. Jednym z ważniejszych klubów w Staromiejskim Domu Kultury był Jazz Club Rynek (1974-1983) działający początkowo pod nazwą „Jajo pełne muzyki”. Klub został reaktywowany w 1995 roku i organizował m.in. letnią imprezę plenerową Jazz na Starówce (obecnie prowadzoną przez Jazz Art). 

## Działania oświatowe
W latach 50. działała sekcja brydżowa „Juvenia” (Zbigniew Szurig) oraz klub szachowy (Eugeniusz Rysak). W połowie lat 70. w SDK rozwinęła się sekcja gier umysłowych. Tutaj wystartowała „Groteka” (1975-1987) Wojciecha Pijanowskiego i Tadeusza Urbanowicza (lata 70. i 80.), a w niej klub gry w Go, szachy heksagonalne (Marek Msćkowiak), warcaby stupolowe, othelo (Cezary Domińczak) i reversi. Działała Krajowa Rada Gier Umysłowych prowadzona wspólnie z ZG ZSMP oraz Sztandarem Młodych. Kontynuatorem tej tradycji był „Klub Gier Przygodowych” (od 1990). 
W latach 60. odbywały się spotkania dyskusyjne Klubu Krzywego Koła; organizowano także cykle wykładów pod nazwą „SDK warszawskim maturzystom”. Wykłady te kontynuowane są do dziś. Inne cykle to „Wiedza o sztuce” (1972-1990), kurs wiedzy o Warszawie (lata 70.), oraz działalność Klubu „Obieżyświat” (lata 60. i 70.). 
Od lat 80. w SDK zaczęły działać kluby dziecięce: Klub plastyczno-teatralny „Pankracownia” (od 1985), Klub Twórczy „Mikroscena” (od 1985), „Klub Piosenki Dziecięcej” (od 1991), „Klub Szósteczka” (od 1992). 
Od początku swojego istnienia SDK prowadził naukę malarstwa i rysunku. Od 1972 działał klub „Spotkania przy sztalugach” a od 1992  „Pracownia rysunku i malarstwa”. Odbywają się wystawy sztuki współczesnej w Galerii Promocyjnej SDK.
Tradycje Klubu Tańca Towarzyskiego „Varsovia” (1971-1987), kontynuuje w innej formule Zespół Tańca Dawnego „Pawanilia” (od 1991). 
Od kilku lat w SDK spotykają się także grupy aktywności dla seniorów, m.in. klub „Wars i Sawa”.

## Kawiarnia
Znanym miejscem, działającym w latach 60.-70. w przyziemiu kamienicy Bornbachowskiej była kawiarnia (winiarnia) Manekin (od 1963 roku Largaktil) , którą opisywał Leopold Tyrmand.